# Mura di Perugia

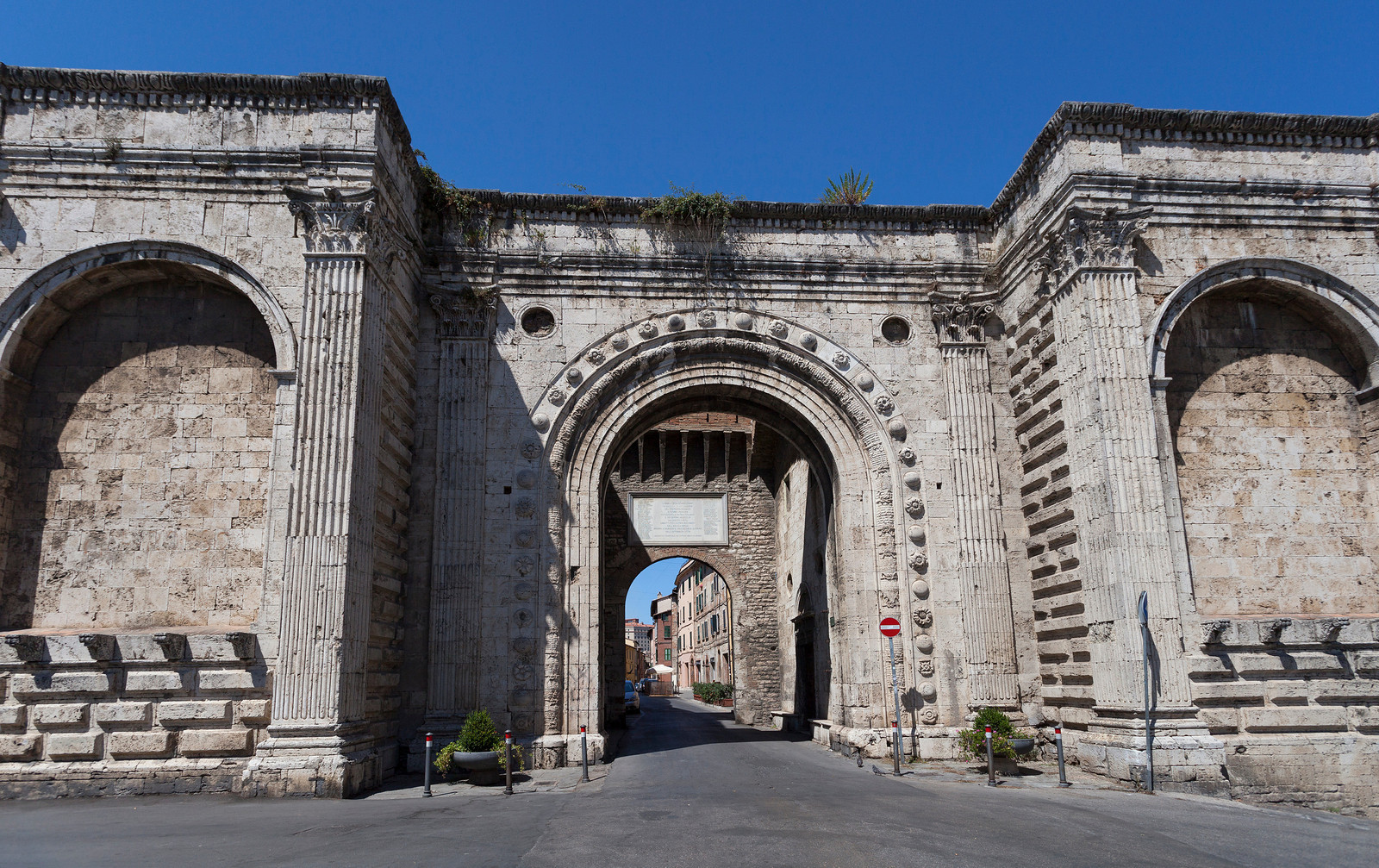
Porte San Pietro.

Le Mura di Perugia désigne à Pérouse, en Italie, les deux enceintes concentriques de la cité, l'interne d'origine étrusque et l'extérieur médiévale.

## Le mura etrusche

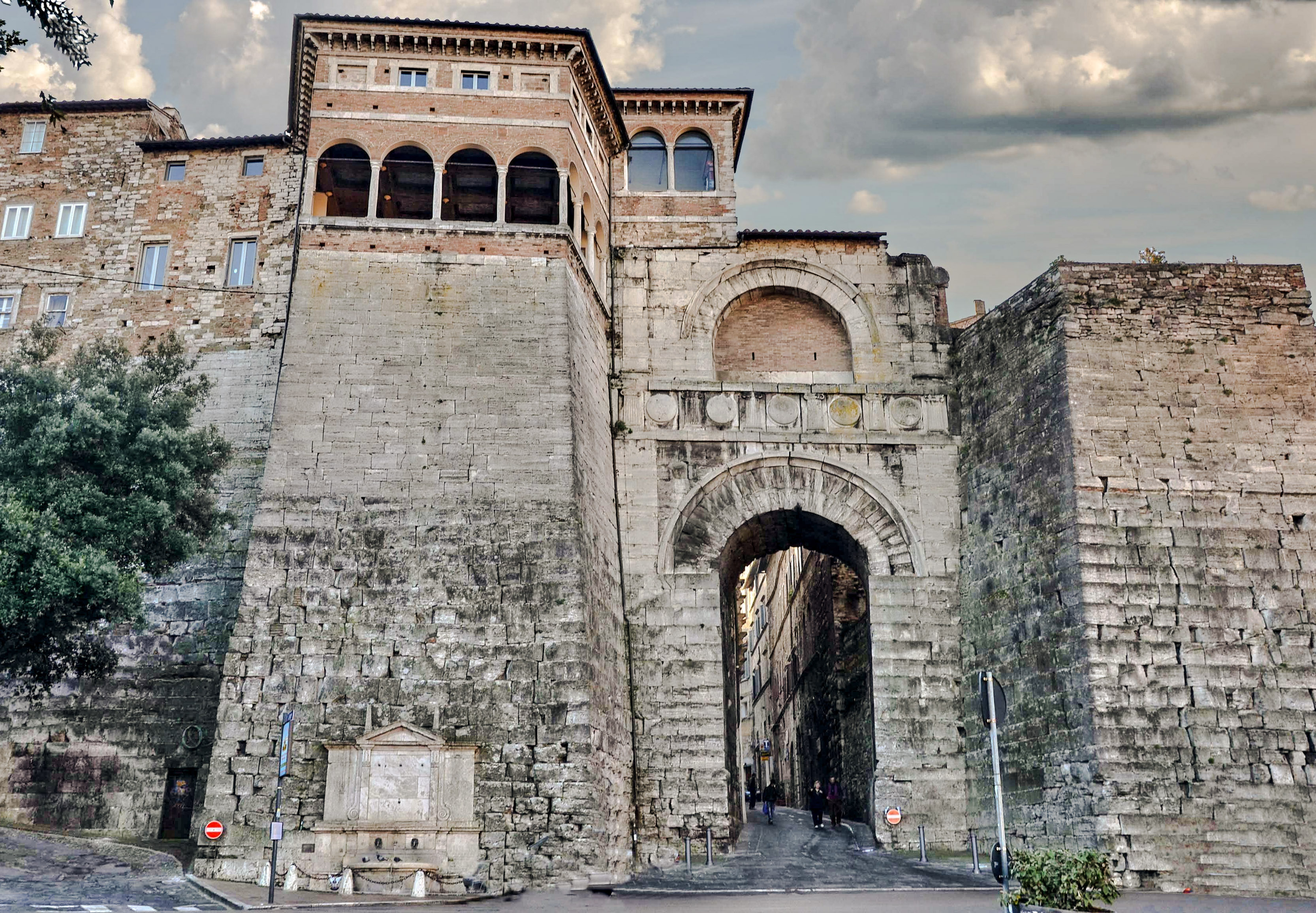
LArco Etrusco, avec l'effigie d'Augusta Perusia Colonia Vibia.

D'une longueur de 3 kilomètres, ces fortifications étrusques furent édifiées entre  les IVe et IIIe siècles av. J.-C.  suivant un mode plutôt unifié, ses composantes de pierre ont été  remaniées dans la période romaine et ensuite au Moyen Âge, et ses portes d'accès sont :
- L'Arc étrusque de Pérouse, Arco Etrusco ou Arc d'Auguste,
- La Porta Marzia étrusque en  travertin,
- La Porta Trasimena, via dei Priori (remaniée au XIVe siècle),
- L'Arco dei Gigli ou Porta Sole citée par Dante Alighieri dans le Paradis,
- L'Arco della Mandorla ou Porta Eburnea.
- L'Arco di Sant'Ercolano ou Porta Cornea

## La cinta medievale
À la suite de l'expansion de la cité, les remparts sont réalisés  entre les XIIIe et XIVe siècles sur environ 6 kilomètres englobant les bourgs correspondant à ses portes.
Ces fortifications  sont restées en grande partie intactes.
- La Porta di San Pietro ou Porta Romana, au début du Corso Cavour, avec sa façade en  travertin d'Agostino di Duccio et Polidoro di Stefano (1475-1480).
- La Porta di Sant'Angelo
- La Porta Santa Susanna ou Porta di Sant'Andrea
- La Porta di Santa Margherita
- La Porta di Sant'Antonio
- Arco dei Tei ou Porta pesa
- La Torre degli Sciri (46 m), unique rescapée des 70 tours du XIIIe siècle. De nombreuses tours se sont effondrées et après les nombreux tremblements de terre ou les guerres internes interminables, n'ont plus jamais été reconstruites. D'autres ont disparu, englouties par l'imposante Rocca Paolina, construite après la  guerra del sale de 1540, le soulèvement populaire contre le pape Paul III qui a marqué la soumission définitive de la ville à la domination papale (qui a imposé la destruction des maisons-tours), profitant de la rébellion des Pérugins contre une taxe papale[1].

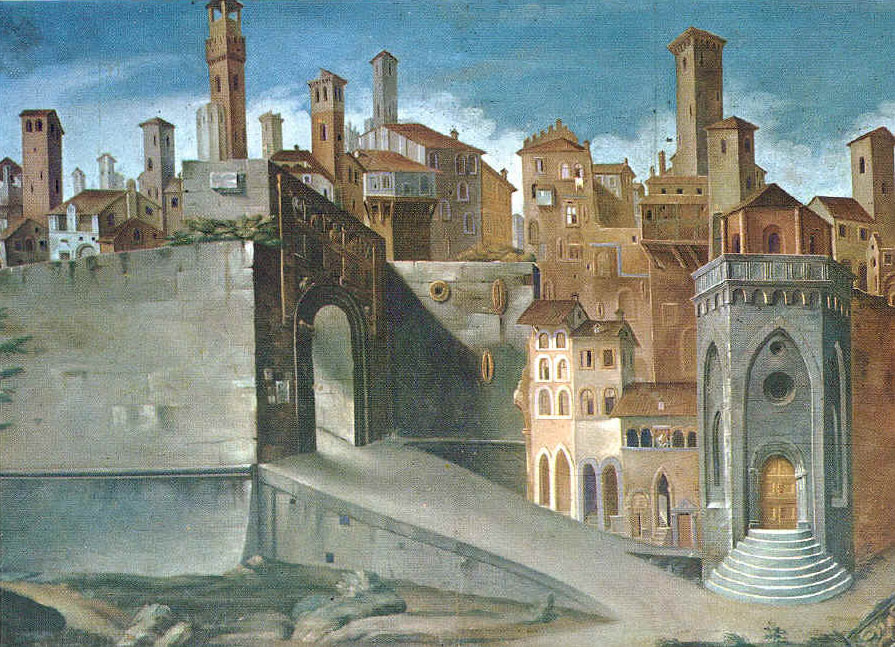
Fresques de Sant' Ercolano et San Ludovico (1454) par Benedetto Bonfigli.
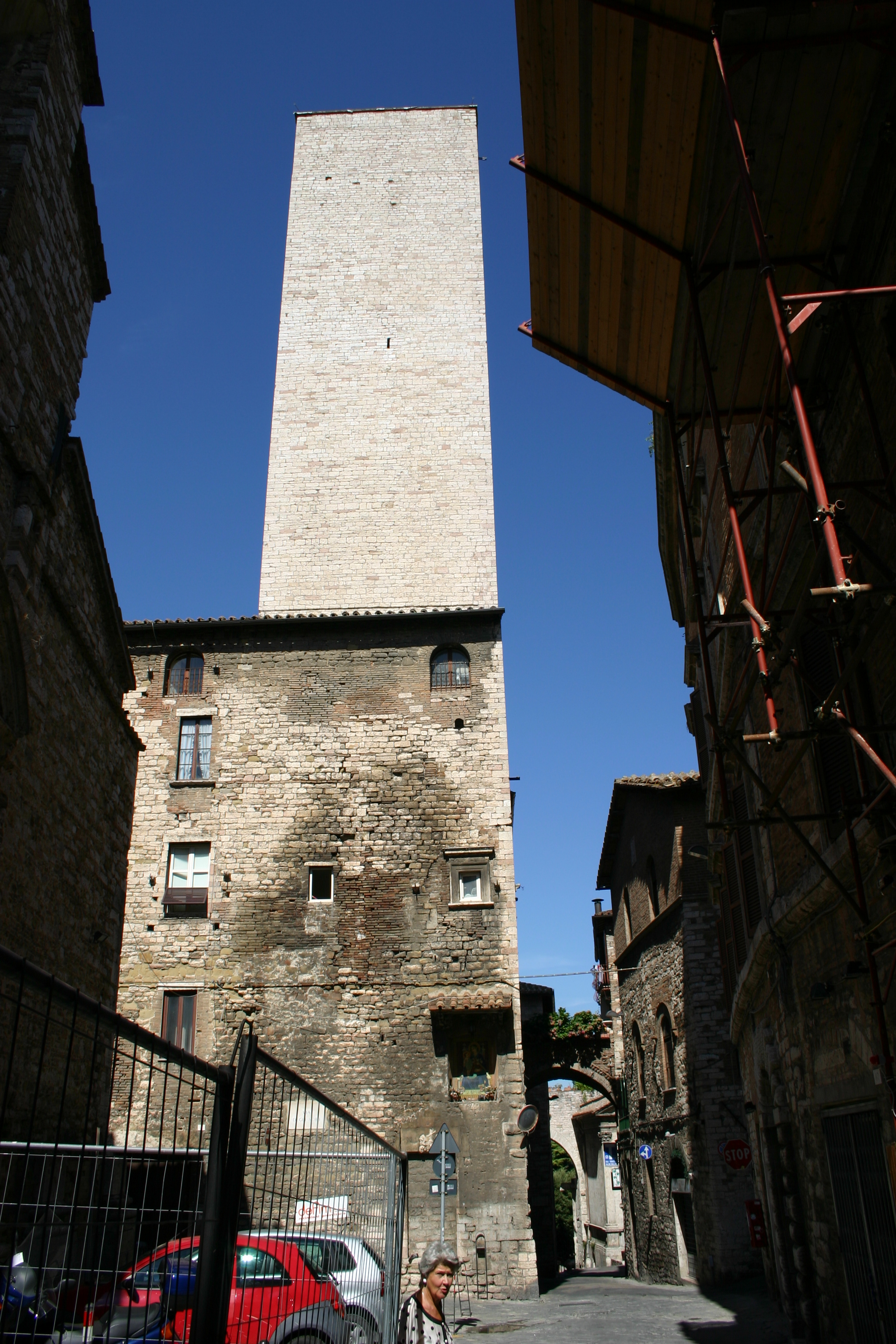
Torre degli Sciri à Pérouse.